# نیا در بزن
نیا در بزن (به انگلیسی: Don't Come Knocking) فیلمی محصول سال ۲۰۰۵ و به کارگردانی ویم وندرس است. در این فیلم بازیگرانی همچون سام شپارد، تیم راث، جسیکا لنگ، گابریل مان، سارا پلی، فیروزه بالک، اوا ماری سنت، جیمز گامون، مارلی شلتن و کرت فولر ایفای نقش کرده‌اند.